# You're Not Alone
«You're Not Alone» — сингл гурту The Enemy, виданий 17 вересня 2007 року. Ця пісня про заводи у Ковентрі, які зачиняються, що скоротило багато робочих місць. Пісня посіла 75 сходинку у UK Singles Chart. До пісні було відзнято відеокліп.

## Відеокліп
Відеокліп було представлено на початку 2008 року. На відео The Enemy грають на велитенській цеглі на закинутому будівництві. На стінах одного з будинків показано промені трьох кольорів (синього, червоного та жовтого). Також на стіні показано великий екран з кадрами робочого процесу. Наприкінці відео разом з The Enemy починає грати зграя «звільнених» робітників.